# Żuków (pasmo górskie)

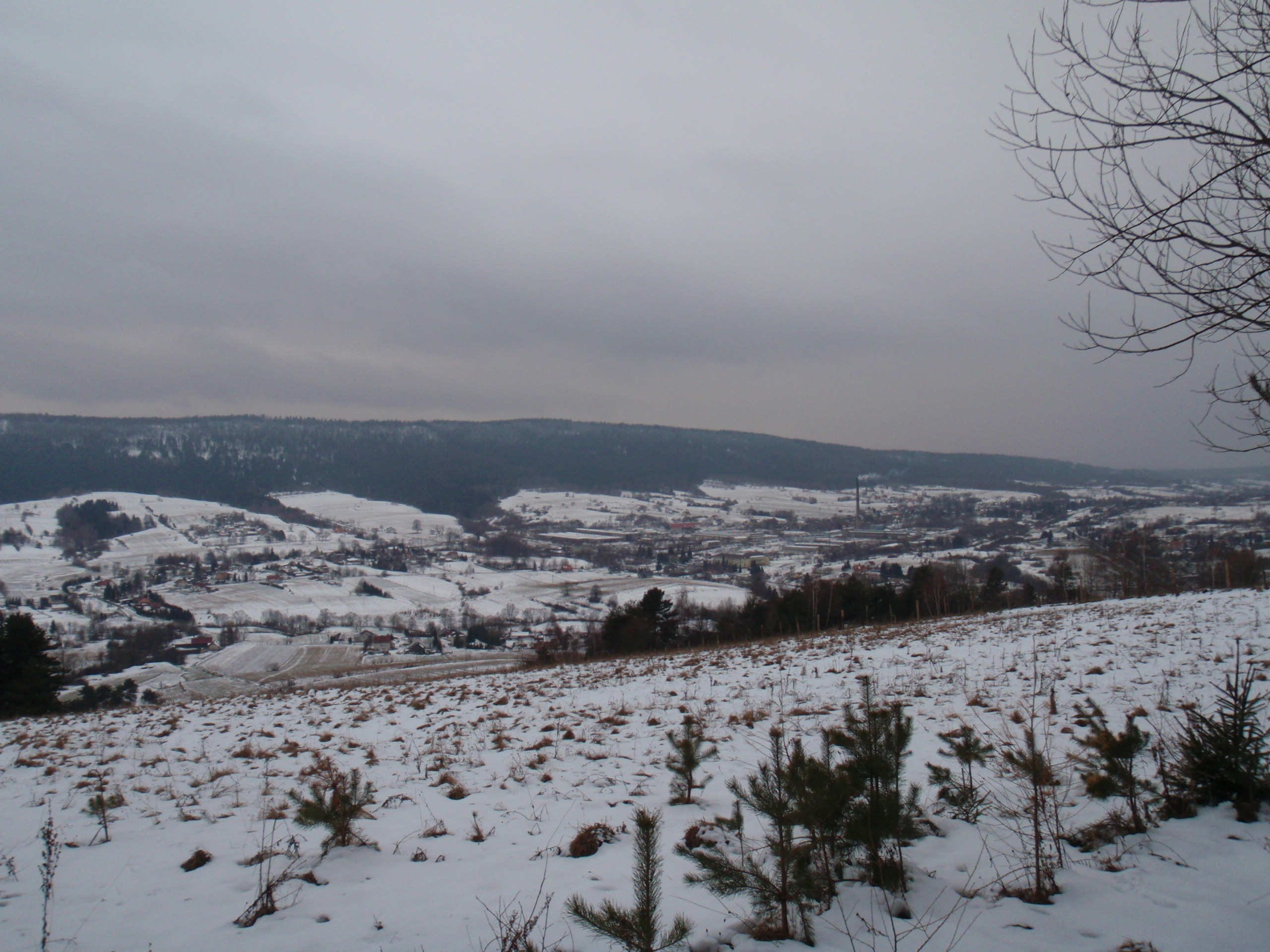
Żuków z Holicą widziany z Gromadzynia. Po prawej Ustrzyki Dolne i Ustjanowa Górna

Żuków – pasmo górskie należące do Gór Sanocko-Turczańskich. Rozciąga się na długości około 25 km od Uherzec Mineralnych na północnym zachodzie po granicę polsko-ukraińską na południowym wschodzie, w okolicach wsi Bystre i Michniowiec. Jego kontynuacją po stronie ukraińskiej jest masyw Magury Łomniańskiej.
Granicę Żukowa na północnym zachodzie, północy i północnym wschodzie wyznacza rzeka Olszanica i jej dopływ Stary Potok, na południowym zachodzie Jezioro Solińskie, na północy, na północnym wschodzie Strwiąż, na południowym wschodzie Mszanka, na południowym zachodzie dolina Czarnej.
Pasmo Żukowa dzieli się na trzy części:
- najniższa – część północno-zachodnia (511 m )
- środkowa – środkowe partie Żukowa z kulminacjami Holicy (761 m) i Bucznika (768 m)[1][2]. Od środkowej części Żukowa odchodzą ku południowemu zachodowi dwa ramiona – pierwsze zakończone jest Jaworem (741 m), drugie zaś dzieli się na mniejsze grzbiety, kulminujące na Stożku (683 m) i Mokliku (675 m)
- najwyższa – grupa Jaworników (909 m) na południowym wschodzie.

Na północny wschód od Żukowa przebiegają równolegle do niego małe pasma Brzegów, Oratyku i Równi, a na południowy zachód od niego pasmo Ostrego. Również one zaliczane są do pasma Żukowa.

## Szlak turystyczny
fragment szlaku Biała – Grybów: Chrewt – masyw Stożka – Teleśnica Oszwarowa – grzbiet środkowy Żukowa – Równia – Gromadzyń – Ustrzyki Dolne